# Revue Archéologique
La Revue Archéologique — один из старейших научных журналов, издаваемый в Париже с 1844 года. Журнал не является органом какого-либо учреждения или школы и имеет полную независимость. Нынешний редактор журнала Мари-Кристин Хеллманн. Выходит два раза в год.
Центром интересов журнала с момента его возникновения является классическая античность, однако сфера его интересов распространяется на Древний Ближний Восток, Малую Азию, этрусскую Италию и Среднюю Азию.